# 木槌の誘い
『木槌の誘い』（きづちのさそい）は、水木しげるによる日本の漫画作品。

## 概要
『ビッグゴールド』（小学館）1998年2月号から1999年3月号まで連載。「水木妖怪漫画の集大成」と呼称され、広島県・三次市に伝わる古文書『稲生物怪録』を元に、構想60年に及ぶ水木しげる独自の妖怪学に一つの結論を導き出そうとする物語。

## あらすじ
いまから250年程前、備後の国・三次に生まれた稲生平太郎は、深夜の度胸試しで「比熊山のたたり石」を傷つけてしまう。それからと言うもの、平太郎の家では奇怪なことが頻繁に起こり、数々の妖怪が現れるようになる。噂を聞きつけた近隣の者や、力自慢の者が助太刀を申し出て訪れるも、皆恐怖の余り逃げ帰ってしまう。しかし、生まれつき豪胆な平太郎だけは動じず、最後には妖怪の親玉「山ン本五郎左衛門」が現れ平太郎に木槌を与える。
水木しげるとアリャマタコリャマタは、国前寺に残された木槌、葦嶽山の日本ピラミッド、縄文時代の精霊信仰などから妖怪の真実を追い求めようとする。

## 主な登場人物
水木しげる
背後霊の力を借り、妖怪の真実をつきとめるべく霊魂になる。
アリャマタコリャマタ（荒俣宏）
水木の友人。以前から稲生物怪録の研究をしており、水木と共に霊魂になる。
稲生平太郎
稲生物怪録に登場する、備後国の武士。16歳にして家を継ぐが、その家に次々と妖怪が現れる。
山ン本五郎左衛門
稲生物怪録に登場する、妖怪の親玉や魔王の類。平太郎に感服し木槌を授け、後半は水木の背後霊として登場。
平田篤胤
荒俣宏の尊敬する人物。生前、稲生物怪録の研究をしており、荒俣の背後霊として登場。
のんのんばあ
水木が幼少時代に懇意にしていたお婆さんだが、本作では水木の背後霊として登場。
月よりの使者
水木の背後霊。
宇宙人
タコ型の宇宙人。荒俣の背後霊。
ノンキなトウサン
荒俣の背後霊。

## 単行本
- 『木槌の誘い 1』（ビッグコミックスゴールド、1998年9月、ISBN 4-09-188101-7）
- 『木槌の誘い 2』（ビッグコミックスゴールド、1999年3月、ISBN 4-09-188102-5）
- 『木槌の誘い』（小学館文庫、2001年12月、ISBN 4-09-192614-2）
- 『木槌の誘い』（講談社〈水木しげる漫画大全集〉、2014年8月、ISBN 978-4-06-377529-7）